# Qiuba
Qiuba (kinesiska: 秋扒, 秋扒乡) är en socken i Kina. Den ligger i provinsen Henan, i den centrala delen av landet, omkring 200 kilometer sydväst om provinshuvudstaden Zhengzhou. Antalet invånare är 9 628. Befolkningen består av 4 419 kvinnor och 5 209 män. Barn under 15 år utgör 18,0 %, vuxna 15-64 år 72 %, och äldre över 65 år 9,0 %.
Genomsnittlig årsnederbörd är 905 millimeter. Den regnigaste månaden är juli, med i genomsnitt 169 mm nederbörd, och den torraste är januari, med 4 mm nederbörd.